# Un flic en enfer
Pour les articles homonymes, voir Rédemption (homonymie).
Un flic en enfer (titre original : Redemption) est un film américain réalisé par Art Camacho, sorti en 2002.

## Synopsis
Chef d'un commando d'élite de la police, John Sato prend tous les risques dans ses missions, au péril de sa vie et de celle de ses partenaires. Quand l'un d'eux est tué, il n'a plus le choix; il doit rendre son insigne. Le début d'une descente aux enfers qui conduit l'ancien policier déchu à Tony Leggio, un gangster dont il devient le lieutenant. Hier flic, aujourd'hui de l'autre côté de la barrière, John Sato arrive à son point de non retour.

## Fiche technique
- Réalisation : Art Camacho
- Scénario : Jack Capece
- Photographie :  Andrea V. Rossotto
- Montage :  Peter Devaney Flanagan
- Musique :  Ralph Rieckermann
- Direction artistique : Hayley Madigan, Gregory Neuhaus
- Costumes :  Laura E. Little
- Casting : Jeanette O'Connor, Ted Warren
- Producteur : Don Wilson
- Pays de production :  États-Unis
- Genre : Film policier, Film d'action
- Durée : 86 minutes (1 h 26)
- Date de sortie :  2002

## Distribution
- Don Wilson : John Sato
- Chris Penn : Tony Leggio
- Cynthia Rothrock : Erin Murphy
- James Russo : capitaine Grill
- Sam J. Jones : The Brick
- Chuck Borden : Wes
- Carrie Stevens : Tara
- Richard Beattie : Nick
- Randy Brooks : Phillips
- Richard Norton : Tom 'Snake' Sasso